# Magma (algèbre)
Pour les articles homonymes, voir Magma.
En mathématiques, un magma est une des structures algébriques utilisées en algèbre générale. Un magma est par définition un ensemble muni d'une loi de composition interne.

## Définitions
Un magma est un ensemble {\displaystyle M} muni d'une loi de composition interne {\displaystyle \star }, noté alors {\displaystyle (M,\star )} ou simplement {\displaystyle M}. 
Aucun axiome n'est imposé. La loi de composition peut être notée additivement, multiplicativement, mais aussi sans aucun signe, par simple juxtaposition.
On dit que le magma {\displaystyle (M,\star )} est :
- unifère s'il possède un élément neutre {\displaystyle e}, c'est-à-dire {\displaystyle \forall x\in M,\ e\star x=x\star e=x} ;
- un demi-groupe (ou associatif) si {\displaystyle \star } est associative ;
- un monoïde s'il vérifie les deux propriétés (associativité et existence d'un élément neutre)[2].

Si {\displaystyle (M,\cdot )} et {\displaystyle (N,\star )} sont des magmas, un morphisme de magmas, ou homomorphisme de magmas, de {\displaystyle (M,\cdot )} dans {\displaystyle (N,\star )} est par définition une application {\displaystyle f} de {\displaystyle M} dans {\displaystyle N} telle que, pour tous éléments {\displaystyle x,y} de {\displaystyle M}, on ait
{\displaystyle \qquad f(x\cdot y)=f(x)\star f(y).}
Si, de plus, {\displaystyle f} est une bijection, la réciproque de {\displaystyle f} est un morphisme de magmas de {\displaystyle (N,\star )} dans {\displaystyle (M,\cdot )} et on dit que {\displaystyle f} est un isomorphisme de magmas. La réciproque d'un isomorphisme de magmas est un isomorphisme de magmas.
Si le contexte est assez clair, on dit « morphisme » tout court plutôt que « morphisme de magmas », mais il y a des cas où cela pourrait prêter à confusion. Par exemple, un morphisme de magmas entre monoïdes n'est pas forcément un morphisme de monoïdes.

## Exemples de magmas
- Le magma vide est l'unique magma sur l'ensemble vide.
- {\displaystyle (\mathbb {N} ,+)} est un monoïde commutatif. De plus, tout élément y est régulier.
- {\displaystyle (\mathbb {N} ,\times )} est également un monoïde commutatif, mais 0 n'est pas régulier.
- {\displaystyle (\mathbb {Z} ,-)} est un magma non associatif et non commutatif. Il n'est même pas unifère mais seulement unifère à droite car, s'il admet un (unique, ce qui n'est pas automatique) élément neutre à droite (0), il n'en admet pas à gauche. En revanche, ce magma est médial (en) (car {\displaystyle (x-y)-(z-t)=(x-z)-(y-t)}) et régulier.
- On appelle magma opposé au magma {\displaystyle M=(E,\star )} le magma {\displaystyle M^{op}=(E,\boxplus )} où {\displaystyle x\boxplus y=y\star x} pour tous {\displaystyle (x,y)\in E^{2}}.
- Magma quotient

- Murskiǐ a montré en 1965 que le magma à trois éléments {\displaystyle \{0,1,2\}} muni de la loi interne {\displaystyle \star } ci-dessous ne possède pas d'axiomatisation équationnelle (ou base équationnelle) finie[4].

| {\displaystyle \star } | 0 | 1 | 2 |
| 0                      | 0 | 0 | 0 |
| 1                      | 0 | 0 | 1 |
| 2                      | 0 | 2 | 2 |

- La structure d'anneau fait intervenir deux lois de composition internes sur un même ensemble, et donc deux magmas.

## Magma  libre  construit sur un ensemble
Pour tout ensemble {\displaystyle X}, il est possible de construire un ensemble {\displaystyle M_{X}} qui contient {\displaystyle X} et qui est un magma pour la loi {\displaystyle \bullet } définie par : {\displaystyle a\bullet b=(a,b)}. Cet ensemble doit nécessairement contenir
- les éléments {\displaystyle a,\,b,\,c,\,d,\,\dots } de {\displaystyle X}
- les couples {\displaystyle (a,b),\,(a,c),\,(b,c),\ \dots } d'éléments de {\displaystyle X}
- les couples {\displaystyle (a,(b,c)),\,((a,b),c),\ \dots } formés d'un couple et d'un élément de {\displaystyle X}
- les couples {\displaystyle ((a,b),(c,d)),\,(a,(b,(c,d))),\,(a,((b,c),d))\dots }
- {\displaystyle \dots }

{\displaystyle M_{X}} peut être décrit comme l'ensemble des mots parenthésés construits à partir des éléments de {\displaystyle X}, l'opération {\displaystyle \bullet } étant une concaténation non associative.
Bourbaki décrit cet ensemble comme l'union des ensembles de mots de longueur {\displaystyle n} pour {\displaystyle n} appartenant à {\displaystyle \mathbb {N} } . Il définit par récurrence l'ensemble des mots de longueur {\displaystyle n}, {\displaystyle M_{n}(X)}  comme l'ensemble somme des ensembles {\displaystyle M_{p}(X)\times M_{n-p}(X)} pour {\displaystyle 1\leqslant p\leqslant n-1} : un mot de longueur {\displaystyle n} est la concaténation d'un mot de longueur {\displaystyle p} et d'un mot de longueur {\displaystyle n-p}.
Cet ensemble s'appelle le magma libre construit sur {\displaystyle X}. 
Ce magma libre construit sur {\displaystyle X} possède la propriété universelle suivante: si {\displaystyle f} est une application de {\displaystyle X} vers un magma {\displaystyle M}, il existe une  unique extension de {\displaystyle f},  {\displaystyle {\tilde {f}}}, qui soit un morphisme de magma de {\displaystyle M_{X}} vers {\displaystyle M}.

## Historique
Le terme magma a été introduit pour la première fois dans le contexte de l'algèbre générale par Nicolas Bourbaki.
L'ancienne appellation « groupoïde de Ore », introduite par Bernard Hausmann et Øystein Ore en 1937 et parfois utilisée jusque dans les années 1960, est aujourd'hui à éviter ,,, l'usage du terme groupoïde étant aujourd'hui réservé à la théorie des catégories, où il signifie autre chose.
En septembre 2024, Terence Tao lance le projet des théories équationnelles ((en) Equational theories project), travail collaboratif visant à étudier et mettre en relations les différentes propriétés mathématiques pouvant être vérifiées par les magmas.